# 邾子何
邾子何（？—？），曹姓，名何，為春秋諸侯國邾国君主第19代君主，是邾隱公的儿子公子何。吴王夫差废黜邾隐公，立他的长子邾桓公继位。前473年，越王勾践灭吴国，扶植邾隱公复位。前471年，邾隱公暴虐，越王勾践把他废黜，立公子何继位，公子何亦无道。邾隱公死在越国。
| 前任： 邾桓公 | 春秋邾国君主 前471年－？ | 繼任： 中间一世失考 下一代：邾娄考公 |